# GeoGuessr
GeoGuessr – geograficzna gra komputerowa, w której użytkownicy odgadują swoje położenie na podstawie obrazów z Google Street View. Została wydana w maju 2013 na platformach Android, iOS oraz jako gra przeglądarkowa. Zawiera kilka trybów gry, w tym jedno- i wieloosobowe.

## Rozgrywka

### Tryby gry
Klasyczny tryb gry składa się z pięciu rund. W każdej z nich użytkownik znajduje się w innym położeniu na Street View. Im bliżej gracz określi lokalizację, w której się znajduje, tym więcej punktów otrzyma (maksymalnie do 5000). Rozgrywka może opierać się na losowych miejscach albo wybranych wcześniej przez innych użytkowników.
Do alternatywnych trybów gry należą: battle royale, pojedynki (ang. duels) – rywalizacja dwóch użytkowników i serie (ang. streaks) – zgadywanie państw albo miast jak najwięcej razy z rzędu.
| Klasyczny:        | 5 rund, losowe lokalizacje.                                 |
| ----------------- | ----------------------------------------------------------- |
| Battle Royale:    | Gracze odpadają, jeśli nie zgadną kraju lub są zbyt daleko. |
| Tryb drużynowy:   | Współpraca z innymi graczami.                               |
| Tryby tematyczne: | np. tylko Europa, tylko miasta, lokacje z filmów itp.       |
| Daily Challenge:  | Codzienne wyzwanie dla wszystkich graczy.                   |

### Interfejs
Interfejs gry zawiera główne funkcje Google Street View, w tym kompas. Użytkownicy mogą się przemieszczać, a także obracać kamerą i przybliżać obraz. Dołączona Mapa Google pozwala użytkownikom zaznaczać przewidywaną lokalizację, w której się znajdują.

### Strategia
Użytkownicy zgadując lokalizację, mogą opierać się m.in. na znakach drogowych, względnym położeniu wobec słońca, krajobrazie, języku, wyglądzie mieszkańców, tablicach rejestracyjnych pojazdów, numerach kierunkowych, florze i rodzaju gleby. Gracze mogą również ustalić swoje położenie na podstawie metadanych Street View. Przykładowo pojazd Street View, który robił zdjęcia na północ od Eswatini wyróżniał się, ponieważ był zielony i miał białe bagażniki dachowe.